# Sanem Çelik
Sanem Çelik (née le 18 mai 1975 à Istanbul) est une danseuse de ballet, chanteuse et actrice turque.

## Récompenses
- 2000 : Orange d'or de la meilleure actrice du Festival international du film d'Antalya

## Filmographie

### Films
- 1996 : Yaban (Emine)
- 2001 : Filler ve Çimen
- 2002 : Sır Çocukları
- 2004 : Ayın Karanlık Yüzü (Meryem)
- 2013 : Behzat Ç. Ankara yanıyor (Ulrike)
- 2014 : Balık (Filiz)

### Séries télévisées
- 1996 : Kara Melek
- 2003 : Günahim Neydi Allahım (Seniha)
- 2004 : Aliye (Aliye)
- 2014 : Inadına Yaşamak (Zeynep)
- 2016 : Eskiya Dünyaya Hükümdar Olmaz  (Ceylan Özsoy)